# Klaus Mertens (Bauhistoriker)

Grabstätte von Prof. Dr. Klaus Mertens in Dresden

Klaus Mertens (* 4. April 1931 in Beuthen O.S.; † 10. Juli 2014 in Dresden) war ein deutscher Architekturwissenschaftler und Bauforscher.

## Leben
Klaus Mertens wuchs in Breslau auf. Nach der Flucht aus Schlesien 1945 siedelte sich die Familie zunächst in Greiz an, wo Mertens 1949 an der dortigen Oberschule sein Abitur ablegte. Es folgte ein Architekturstudium an der Technischen Hochschule Dresden (heute TU Dresden), wo Mertens sich vor allem unter dem Eindruck der Lehrveranstaltungen von Walter Hentschel und Eberhard Hempel der Architekturgeschichte zuwandte.
Nach dem Diplom 1956 arbeitete Mertens zunächst bis 1958 als Assistent an der Arbeitsstelle für Kunstgeschichte der Deutschen Akademie der Wissenschaften in Berlin, ab 1959 als Assistent – seit 1960 Oberassistent – bis 1968 am Institut für Kunstgeschichte der Fakultät für Bauwesen der TH Dresden. 1962 promovierte Mertens mit einer Arbeit über den Barockgarten Großsedlitz.
Nach der Habilitation 1967 war er ab 1969 an der Sektion Architektur als Oberassistent tätig und erhielt dort 1970 die Facultas Docendi für Geschichte der älteren Baukunst.
Die folgende Lehrtätigkeit wurde jedoch schon nach kurzer Zeit unterbrochen, weil Mertens der Partei-Forderung nicht nachkam, sein (ohnehin nicht existierendes) Vorlesungs-Manuskript über romanische Kirchen im Ostharz einzureichen und auf Marxismus-Leninismus-Konformität überprüfen zu lassen, was ihm als „Arbeitsverweigerung“ ausgelegt wurde. Zwar wurde die fristlose Kündigung nach vierwöchiger Arbeitslosigkeit wieder zurückgenommen, Mertens blieb jedoch bis zum Ende der DDR persona non grata und erhielt erst aufgrund einer Regelung im Einigungsvertrag im Oktober 1990 eine außerordentliche Professur für Geschichte der Architektur und Gartenkunst an der Technischen Universität Dresden.
1993 wurde Klaus Mertens, der inzwischen den Lehrstuhl für Baugeschichte an der TU übernommen hatte, zum Gründungsdekan der wiederhergestellten Fakultät Architektur gewählt. In dieser Position war er maßgeblich an ihrer personellen Erneuerung beteiligt. 1997 wurde Mertens emeritiert, widmete sich aber auch danach noch längere Zeit seinen wissenschaftlichen Forschungen.
Mertens wurde auf dem Alten Katholischen Friedhof in Dresden bestattet.

## Schriften
- Der Dom zu Erfurt. Berlin 1955. Neubearbeitete und ergänzte Fassung 1955 (Das Christliche Denkmal. Sonderheft 4).
- Die Severikirche zu Erfurt.  Berlin 1957. 6. überarbeitete Auflage 1972 (Das Christliche Denkmal. Heft 27).
- Der Park zu Großsedlitz. Dissertation. TU Dresden 1962.
- Die Schloßkirche zu Altenburg. Berlin 1969 (Das Christliche Denkmal. Heft 79).
- Romanische Saalkirchen innerhalb der mittelalterlichen Grenzen des Bistums Meissen. Habilitationsschrift. TU Dresden 1967. Leipzig 1973.
- mit Hartmut Wiehr: Knaurs Kulturführer in Farbe Sachsen. München 1991, ISBN 3-426-26488-9.
- Die Stadtkirchen in Thüringen. Berlin 1972. 3. unveränderte Auflage 1990, ISBN 3-374-00445-8.
- Das kursächsische Oberbauamt und Matthäus Daniel Pöppelmann. In: Kurt Milde, Klaus Mertens (Hrsg.): Matthäus Daniel Pöppelmann 1662–1736 und die Architektur der Zeit Augusts des Starken (= Fundus-Bücher 125). Dresden 1990, ISBN 3-364-00192-8, S. 28–39.
- Architekturgeschichtliche Aspekte des Burgenbaus. In: Burgenforschung aus Sachsen. 1. Waltersdorf 1992, S. 75–87.
- Evangelische Kirchen Kamenz. München 1992 (Kleine Kunstführer. Heft 2011).
- Otto Schubert und die spanische Architektur des Barock. 1999.
- Klaus Mertens: Pöppelmann, Matthaeus Daniel. In: Neue Deutsche Biographie (NDB). Band 20, Duncker & Humblot, Berlin 2001, ISBN 3-428-00201-6, S. 570–572 (Digitalisat).